# Quand notre monde est devenu chrétien
Quand notre monde est devenu chrétien (312 - 394) est un ouvrage de l’historien français Paul Veyne. L'auteur retrace l'époque de transition du IVe siècle qui est celui de la « christianisation de l'empire romain » ; le livre est principalement centré sur la figure de l'empereur Constantin, puis sur l'instauration du christianisme en ce qui est abusivement appelé religion d'État.

## Analyse
Paul Veyne avance une idée à contre-courant de l'historiographie moderne majoritaire, qui voit dans la conversion de Constantin un acte essentiellement politique. Veyne au contraire replace la personne de Constantin au sein du débat, atténuant les raisons de circonstances qui auraient pu motiver sa conversion, et mettant en avant des raisons plus personnelles et une croyance sincère de sa part. Constantin devient ainsi le sauveur du christianisme, le « sauveur de l'humanité » (Veyne cultive l'hyperbole, sans doute quelque peu ironique, tout au long du livre).